# Kyjov (okres Stará Ľubovňa)
Kyjov je obec v okrese Stará Ľubovňa v Prešovském kraji na Slovensku. Žije v něm 740 obyvatel.
Podle pověsti vesnici založilo šest Rusínů, kteří přišli z ukrajinského Kyjeva. Název se také někdy odvozuje od osobního jména Kyj. První písemná zmínka o vsi pochází z roku 1390 a vesnice je v ní uvedena pod názvem Kyo.
Ve vesnici je řeckokatolický barokněklasicistní chrám Narození Přesvaté Bohorodičky z roku 1868 a kaplička z roku 1905. Do katastrálního území obce zasahuje část národní přírodní rezervace Čergovský Minčol. V roce 1906 se ve vsi narodil slovenský pedagog, malíř a grafik Dezider Milly.